# Troglopedetes absoloni
Troglopedetes absoloni is een springstaartensoort uit de familie van de Paronellidae. De wetenschappelijke naam van de soort is voor het eerst geldig gepubliceerd in 1931 door Bonet.